# Scoliopteryx impuncta
Scoliopteryx impuncta là một loài bướm đêm trong họ Erebidae.